# Marston St Lawrence
Marston St Lawrence is een civil parish in het bestuurlijke gebied South Northamptonshire, in het Engelse graafschap Northamptonshire. In 2001 telde het dorp 209 inwoners.